# Torre de' Dardanoni
Torre de' Dardanoni (in dialetto lodigiano La Tur) è una cascina compresa nel comune di Lodi, posta alcuni chilometri a ovest della città. Fino al 1841 costituiva un comune autonomo.

## Storia
Secondo lo storico locale Giovanni Agnelli, la cascina deriva dalla trasformazione di un antico castello di proprietà della famiglia lodigiana dei Dardanoni, mentre il Langé vi legge una variazione rurale della tipologia della villa seicentesca con facciata simmetrica inquadrata da due avancorpi laterali.
Nel 1643 il proprietario, conte Pietro Petraccino Maraschi, fece allestire un piccolo oratorio dedicato a Sant'Anna nell'avancorpo occidentale; nel 1771 un suo omonimo discendente fece erigere un ulteriore oratorio dedicato a San Giacomo lungo la strada per Lodi, ad alcune centinaia di metri di distanza.
Amministrativamente Torre de' Dardanoni costituiva un comune autonomo, al quale appartenevano anche le località di Castello de' Roldi, Cà del Prestera e Pizzafuma.
Al censimento del 1805 il comune contava 163 abitanti.
Dopo un'effimera annessione alla città di Lodi in età napoleonica (1809) e il successivo ripristino dell'autonomia (1816), Torre de' Dardanoni fu aggregata nel 1841 ai Chiosi di Porta Regale, uno dei 3 comuni ("Chiosi") che costituivano il suburbio lodigiano.
Attualmente, in seguito allo spopolamento delle aree rurali, Torre de' Dardanoni è disabitata e in rovina.